# Otto Barić
Otto Barić, född 19 juni 1933 i Eisenkappel i Kärnten, Österrike, död 13 december 2020 i Zagreb, var en jugoslavisk fotbollsspelare och fotbollstränare (från 1991 kroat).

## Tränaruppdrag
- Albaniens herrlandslag i fotboll
- Kroatiens herrlandslag i fotboll
- Österrikes herrlandslag i fotboll
- Dinamo Zagreb
- SV Austria Salzburg
- Sturm Graz
- Rapid Wien
- Vorwärts Steyr
- VfB Stuttgart
- Fenerbahce